# Norbert Joos

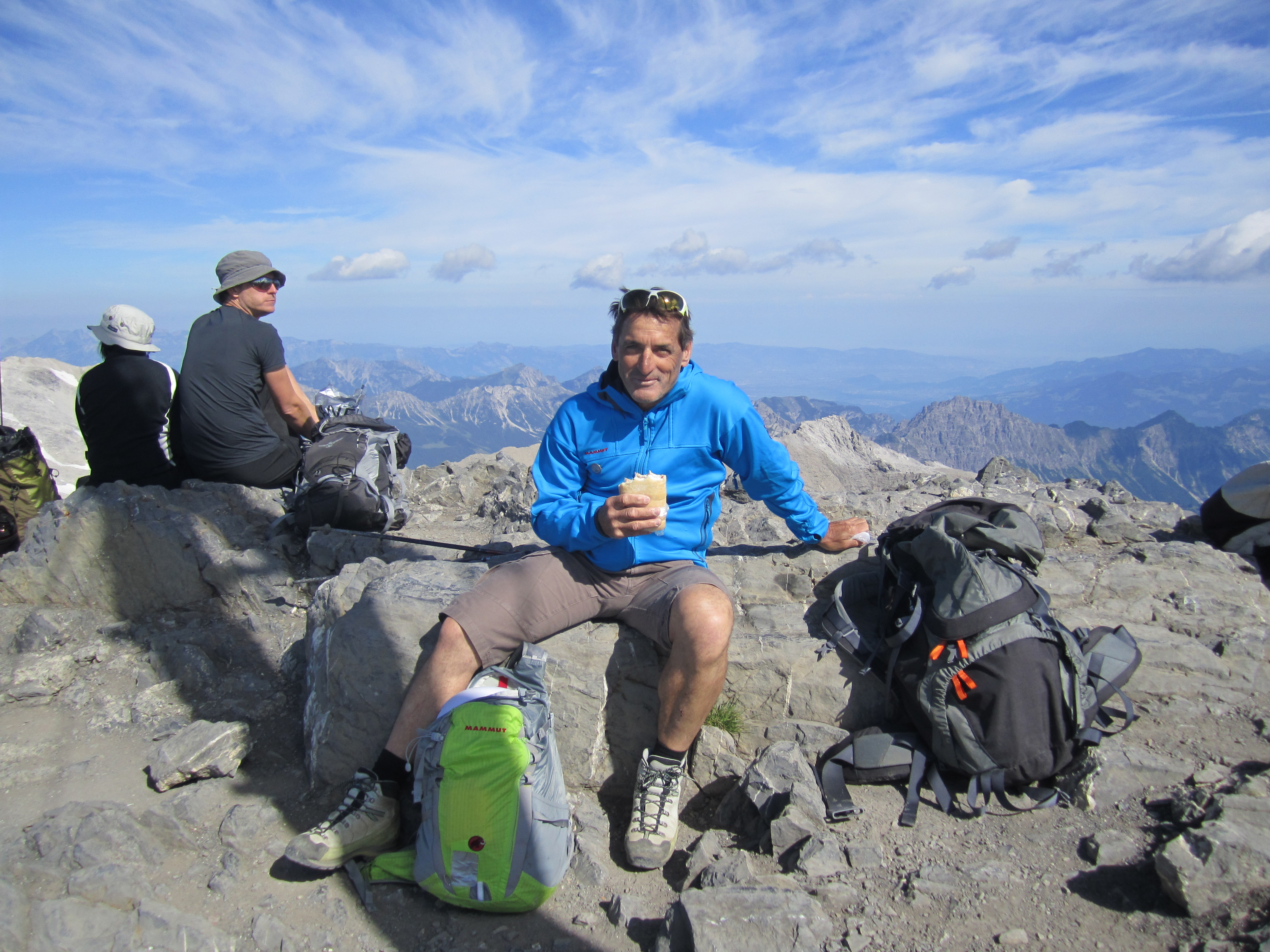
Norbert Joos op de Schesaplana

Norbert "Noppa" Joos (Chur, 6 september 1960 - nabij Piz Bernina, 10 juli 2016) was een Zwitserse alpinist.
Joos was vooral bekend door de overschrijding van de oostgraad van de Annapurna in 1984 van zuid naar noord. Die tocht heeft hij samen met Erhard Loretan gemaakt. Hij heeft zonder gebruik te maken van extra zuurstof 13 van de 14 achtduizenders beklommen. Alleen de hoogste van de achtduizenders, de Mount Everest, heeft hij nooit beklommen.

## Levensloop
Van kind af aan heeft Joos tochten in de bergen gemaakt. Toen hij 12 was ging hij met zijn vader mee naar de Matterhorn. Voor zijn 20e verjaardag had hij de drie grote noordwanden van de Alpen beklommen, die van de Eiger, Matterhorn en de Grandes Jorasses. De eerste berg, hoger dan dat ze er in de Alpen zijn, die hij heeft beklommen is de Denali. Hij deed mee aan marathons door de bergen en aan langeafstandswedstrijden toerskiën.
In 2005, het jaar voordat hij de laatste keer een achtduizender zou beklimmen, heeft hij samen met Peter Gujan een rondtocht gemaakt over de grens van het kanton Graubünden. Daar komt hij vandaan. In 77 dagen hebben ze 355 bergen beklommen, waaronder één vierduizender, en hebben ze 145.000 meter geklommen.
Hij overleed op 55-jarige leeftijd toen hij tijdens een tocht 160 meter naar beneden viel.

## Achtduizenders
| Datum           | Berg                  | Bijzonderheden                                                  |
| --------------- | --------------------- | --------------------------------------------------------------- |
| 10 juni 1982    | Nanga Parbat, 8125 m  | Diamirwand Kinshoferroute                                       |
| 11 mei 1984     | Manaslu, 8163 m       | NW-normaalroute                                                 |
| 24 oktober 1984 | Annapurna, 8091 m     | overschrijding oostgraad van zuid naar noord met Erhard Loretan |
| 19 juni 1985    | K2, 8611 m            | Abruzzispoor                                                    |
| 29 mei 1987     | Broad Peak, 8051 m    | NW-route solo                                                   |
| 23 juni 1988    | Gasherbrum II, 8034 m | normaalroute                                                    |
| 7 juni 1993     | Hidden Peak, 8080 m   | NW Japanse route                                                |
| 23 mei 1994     | Cho Oyu, 8188 m       | Tichyroute                                                      |
| 19 mei 1995     | Dhaulagiri, 8167 m    | NO-graad                                                        |
| 1 mei 1996      | Shishapangma, 8027 m  | normaalroute uit Tibet                                          |
| 16 mei 2002     | Makalu, 8485 m        | NW-wand Franse route                                            |
| 15 mei 2004     | Lhotse, 8516 m        | westwand                                                        |
| 14 mei 2006     | Kangchenjunga, 8586 m | zuidoostwand                                                    |

Onder andere de Ama Dablam heeft Joos ook beklommen. Hij heeft een aantal keer vergeefs geprobeerd de Mount Everest, zonder daarbij gebruik te maken van extra zuurstof, te beklimmen.

## Sportklimmen
Behalve ervaren hooggebergteklimmer is Norbert Joos ook een goed sportklimmer. In het Yosemite National Park heeft hij de volgende routes geklommen:
| Jaar | Route           | Berg       |
| ---- | --------------- | ---------- |
| 1996 | Nose            | El Capitan |
| 1996 | noordwestpeleir | Half Dome  |
| 1998 | The Shield      | El Capitan |
| 2000 | South Seas      | El Capitan |